# День освобождения (Германия)
День освобождения (нем. Tag der Befreiung) — день памяти, отмечаемый в Германии 8 мая в годовщину дня безоговорочной капитуляции вермахта и окончания Второй мировой войны в Европе 8 мая 1945 года. В 1950—1966 годы и в 1985 году в ГДР этот день отмечался в качестве государственного праздника.
В ФРГ 8 мая не является выходным днём, тем не менее в этот день, как правило, проводятся памятные мероприятия, особенно в круглые годовщины. Если в первые годы, в первую очередь, отмечалась годовщина поражения Германии, то с 1985 года акцент стал делаться именно на освобождении Германии от национал-социализма. День 8 мая является официальным днём памяти в землях Мекленбург-Передняя Померания (с 2002 года) и Бранденбург (с 2015 года).
В Германской Демократической Республике 8 мая праздновался «День освобождения немецкого народа от гитлеровского фашизма» (нем. Tag der Befreiung des deutschen Volkes vom Hitlerfaschismus), который с 1950 по 1966 годы являлся государственным праздником и выходным днём. В 1967 году этот праздник вместе с несколькими другими праздниками перестал считаться выходным днём, хотя и остался днём памяти, в который ежегодно проводились памятные мероприятия. В 1975 году в 30-летие окончания Второй мировой войны в ГДР по советскому образцу отмечался День Победы 9 мая, объявленный в этом году выходным днём. В 1985 году в 40-летнюю годовщину выходным и праздничным днём был объявлен день 8 мая.